# San Gottardo (film)
San Gottardo è un film del 1977 diretto da Villi Hermann.

## Trama
San Gottardo mette in parallelo i due grandi trafori del massiccio del San Gottardo: lo scavo della galleria ferroviaria (1872‑1882) e lo scavo del tunnel autostradale (1969-1976). È dunque un film sull’emigrazione e sullo spostamento delle forze lavoratrici Il film ci mostra una parte di storia svizzera narrata attraverso Alfred Escher e Louis Favre. Il film mette in luce fatti storici come lo sciopero degli operai del San Gottardo che fu violentemente represso dalla milizia svizzera. Il film si conclude con un quadro sintetico nel quale la ricostruzione storica dell’inaugurazione del monumento di Alfred Escher si integra sul fondo della Bahnhofstrasse di Zurigo.